# Weston Park

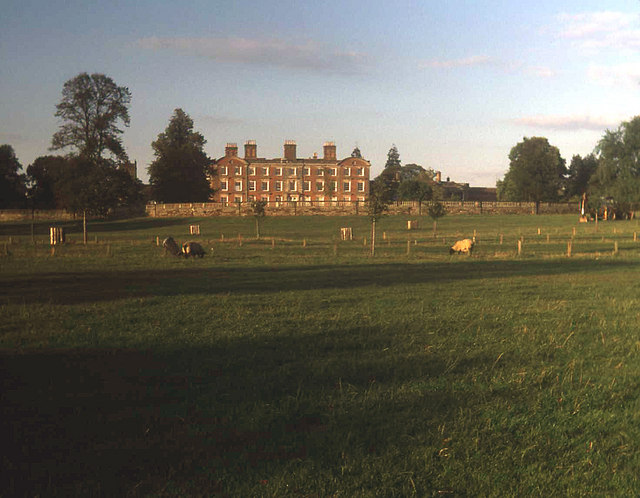
Veduta del parco

Weston Park è una casa di campagna inglese situata a Weston-under-Lizard, nello Staffordshire, in un parco di oltre 4 km² ideato da Capability Brown. Si trova 16 km a nord-est di Wolverhampton e 13 km a nord-est di Telford, vicino al confine con lo Shropshire. L'architettura è in Stile restaurazione detto anche Carolino.
Nel 1998 vi si tenne il G8 alla presenza di Bill Clinton e Boris El'cin.
Dal 1999 è una delle sedi del V Festival insieme all'Hylands Park, situato nei pressi di Chelmsford.